# Семиревская волость
Семиревская волость — волость в составе Жиздринского уезда Калужской губернии (с 1920 — Брянской губернии). Административный центр — село Закрутое.

## История
Семиревская волость образована в ходе реформы 1861 года. Первоначально в состав волости входило 25 селений: деревни Александровка (Поляковка), Борки, Бохаток, Белая (Горлачевка), Воронцова, поселок Годаревская дача (Черенка), поселок Бритовка (Романова слобода), Григорьевка (Паршовка), Дегирева, Дегирева дача, Дедова (Петровичи), Дедова Сторонка, Закрутая (Цвыровка), Крайчики, Латыши, Липовка, Мужикова, Новая (Сергиевка), Оболонка (Трусовка), Полянка, Приют, Семирево, Суборова, Хоторская, Шиловская дача.
На 1880 год в составе волости числилось 5 209 десятин земли. Население волости составляло в 1880 году — 3491, в 1896 — 4685, в 1913 — 5626 человек.
В волости церковный приход находился в селе Закрутое. Сейчас на месте церкви близ ворот сельского кладбища находится деревянная входная часовня, срубленная на рубеже XX—XXI веков жителем села плотником Леонидом Сазоновым».
1 апреля 1920 года Жиздринский уезд был перечислен в Брянскую губернию, 9 мая 1922 года была передана в Бежицкий уезд той же губернии и не позднее 1924 года объединена с соседними Грибовской, Дулевской и Бутчинской волостями в укрупнённую Мокровскую волость.
В 1929 году Брянская губерния и все её уезды были упразднены, а их территория вошла в состав новой Западной области.
С 1944 года территория Семиревской волости относится к Куйбышевскому району Калужской области.